# Mefistofele
Mefistofele este o operă, la care muzica și libretul aparțin compozitorului Arrigo Boito. Pentru libret, sursa de inspirație a fost Faust de Johann Wolfgang von Goethe.
Premiera operei a avut loc la Teatro alla Scala din Milano, în 5 martie 1868, dar versiunea definitivă, destul de mult modificată, a fost prezentată publicului de-abia în 1881.
În România, premiera operei "Mefistofele" a avut loc în 1999 la Opera Națională Română Iași, fiind reluată în 14 februarie 2004 la Opera Națională București.

## Acțiunea

### Prolog
Cete îngerești aduc cântece de slavă cerescului Părinte. Mefistofele, acest înger decăzut, ironic și sfidător, provoacă o discuție între el și Divinitate având ca subiect sufletul lui Faust. Mefistofele este convins că nu va fi dificil să îl convertească spre rău pe acest om însetat de cunoaștere.

### Actul I
În zi de sărbătoare, oamenii petrec și dansează. Faust și discipolul său Wagner, amândoi fiind mereu cu gândul la studiu și știință, nu sunt interesați să participe la această bucurie colectivă generată de revenirea primăverii. Prin mulțime își face apariția un călugăr misterios care îl va urmări pe Faust ca o umbră.
Faust se retrage din zgomotele mulțimii în camera sa pentru a medita asupra rostului său în Univers. Călugărul îi întrerupe gândurile, arătându-și adevărata identitate. Este însuși Mefistofele care îi propune lui Faust un pact: toate plăcerile, bucuriile și bogățiile contra sufletului său pe care i-l va dărui după moarte. Faust acceptă, dorind să cunoască Fericirea Absolută. Astfel pornesc amândoi într-o mare călătorie inițiatică.

### Actul II
Într-un spațiu ce simbolizează grădina Marthei, Faust a cunoscut-o pe Margherita. Gingășia și puritatea ei îl înflăcărează pe Faust tot mai mult, încercând prin orice mijloc să obțină o întâlnire fără știrea mamei tinerei fete. Mefistofele încearcă în acest timp să distragă atenția Marthei, care trebuie să aibă grijă de Margherita. Planul reușește și fata cade în brațele iubitului său.
Mefistofele îl duce pe Faust în lumea sa cumplită, cea a vrăjitoarelor și a spiritelor răului, spirite ce capătă o amploare deosebită în noaptea sabatului. Faust urmărește îngrozit aceste ritualuri și prosternări către Satan. Deodată, în mijlocul acestor dezlănțuiri malefice, Faust are o viziune: Margherita este încătușată în lanțuri. Faust este chinuit de remușcare pentru că a nenorocit un suflet. Mefistofele reușește însă să-l atragă din nou în lumea sa malefică.
Margherita este în închisoare cu mintea rătăcită. A săvârșit două fapte cumplite: și-a omorât mama, apoi copilul. Faust dorește să o salveze prin puterea lui Mefistofele. Margherita respinge însă forța malefică, preferând moartea, care înseamnă totodată și mântuirea ei.

### Actul III
Mefistofele îl conduce pe Faust într-o lume ideală, în Grecia pașnică și plină de armonie, dar care datorită unei femei, Frumoasa Elena, a cunoscut unul dintre cele mai cumplite războaie: Războiul Troian. Pantalis și Nereo împreună cu un întreg alai aduc imnuri acestei frumuseți ideale. Dar Elenei îi revin în minte, asemenea unui coșmar, imaginile sângeroase ale războiului. Faust este fermecat de chipul Elenei, dar dezamăgit atunci când îi cunoaște sufletul.

### Epilog
Mefistofele și Faust se reîntorc din marea lor călătorie. Faust a cunoscut iubirea reală, a încercat să atingă iubirea ideală. Dar fericirea perfectă pe care o căuta n-a întâlnit-o. ”Realul a fost durerea, iar idealul, visul”. Realizează în acel moment că singura iubire statornică, ce nu dezamăgește niciodată, ce dă echilibru vieții, este iubirea de Dumnezeu. Mefistofele încearcă cu disperare să nu piardă sufletul lui Faust, care alege însă triumful rațiunii, al forței benefice și lumina salvatoare a Divinității, meritându-și astfel Mântuirea.